# Lynn Hornor

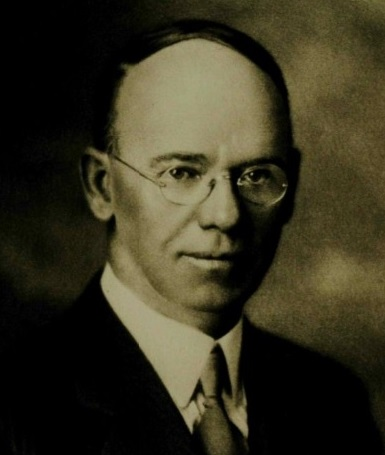
Lynn Hornor (1934)

Lynn Sedwick Hornor (* 3. November 1874 in Clarksburg, West Virginia; † 23. September 1933 in Washington, D.C.) war ein US-amerikanischer Politiker. Zwischen 1931 und 1933 vertrat er den dritten Wahlbezirk des Bundesstaates West Virginia im US-Repräsentantenhaus.

## Werdegang
Lynn Hornor besuchte die öffentlichen Schulen seiner Heimat. Ab 1892 war er Bankangestellter. Im Laufe der Jahre arbeitete er sich bis zum Bankdirektor hinauf. Diesen Posten bekleidete er bis zu seinem Tod. Außerdem machte er auch in der Öl-, Gas- und Kohleindustrie Karriere. Er wurde Präsident und Manager einiger in diesen Branchen tätigen Firmen. In den Jahren 1917 und 1918 war er Präsident der West Virginia Natural Gas Association.
Während des Ersten Weltkrieges saß Hornor im Verteidigungsausschuss von West Virginia. Politisch war er Mitglied der Demokratischen Partei. 1930 wurde er im dritten Distrikt von West Virginia in das US-Repräsentantenhaus in Washington gewählt, wo er am 4. März 1931 die Nachfolge des Republikaners John M. Wolverton antrat. Im Jahr 1932 wurde er in diesem Mandat bestätigt. Seine Zeit im Kongress war von den Ereignissen der Weltwirtschaftskrise bestimmt. Damals wurden auch der 20. und der 21. Verfassungszusatz im Kongress beraten und verabschiedet. Hornor konnte seine zweite Legislaturperiode aber nicht mehr beenden. Er starb am 23. September 1933 in der Bundeshauptstadt und wurde in Clarksburg beigesetzt.